# Plenardoa semiseriata
Plenardoa semiseriata är en sjöstjärneart som först beskrevs av von Martens 1866.  Plenardoa semiseriata ingår i släktet Plenardoa och familjen Ophidiasteridae. Inga underarter finns listade i Catalogue of Life.